# Anasztázia Nguyen
Anasztázia Nguyen (Budapest, 9 gennaio 1993) è una lunghista e velocista ungherese con origini vietnamite.

## Palmarès
| Anno | Manifestazione            | Sede       | Evento            | Risultato  | Prestazione | Note                                     |
| ---- | ------------------------- | ---------- | ----------------- | ---------- | ----------- | ---------------------------------------- |
| 2009 | Mondiali allievi          | Bressanone | 100 m piani       | 7ª         | 11"81       |                                          |
| 2009 | Mondiali allievi          | Bressanone | Staffetta svedese | Argento    | 2'09"22     |                                          |
| 2009 | Gymnasiadi                | Doha       | 100 m piani       | Oro        | 11"90       |                                          |
| 2010 | Mondiali juniores         | Moncton    | 100 m piani       | Semifinale | 11"92       |                                          |
| 2010 | Mondiali juniores         | Moncton    | 4 × 100 m         | Batteria   | 45"77       |                                          |
| 2010 | Giochi olimpici giovanili | Singapore  | 100 m piani       | 5ª         | 11"81       |                                          |
| 2011 | Europei juniores          | Tallinn    | 100 m piani       | 6ª         | 11"55       |                                          |
| 2011 | Europei juniores          | Tallinn    | 200 m piani       | Batteria   | 24"51       |                                          |
| 2011 | Europei juniores          | Tallinn    | 4 × 100 m         | 6ª         | 45"24       |                                          |
| 2012 | Mondiali indoor           | Istanbul   | 60 m piani        | Batteria   | 7"59        |                                          |
| 2015 | Europei indoor            | Praga      | 60 m piani        | Semifinale | 7"39        |                                          |
| 2015 | Europei U23               | Tallinn    | 100 m piani       | 5ª         | 11"75       |                                          |
| 2016 | Mondiali indoor           | Portland   | 60 m piani        | Batteria   | 7"46        |                                          |
| 2016 | Europei                   | Amsterdam  | 100 m piani       | Batteria   | 11"66       | Miglior prestazione personale stagionale |
| 2016 | Europei                   | Amsterdam  | 4 × 100 m         | Batteria   | 44"34       | =                                        |
| 2017 | Europei indoor            | Belgrado   | 60 m piani        | Batteria   | 7"53        |                                          |
| 2018 | Europei                   | Berlino    | 100 m piani       | Batteria   | 11"72       |                                          |
| 2018 | Europei                   | Berlino    | 4 × 100 m         | Batteria   | 44"15       |                                          |
| 2019 | Europei indoor            | Glasgow    | Salto in lungo    | 17ª (q)    | 6,28 m      |                                          |
| 2019 | Giochi europei            | Minsk      | 100 m piani       | 25ª        | 11"85       |                                          |
| 2019 | Giochi europei            | Minsk      | Salto in lungo    | 12ª        | 6,17 m      |                                          |
| 2019 | Mondiali                  | Doha       | Salto in lungo    | 12ª        | 6,26 m      |                                          |
| 2021 | Europei indoor            | Toruń      | 60 m piani        | Batteria   | 7"50        |                                          |
| 2021 | Giochi olimpici           | Tokyo      | Salto in lungo    | 16ª (q)    | 6,52 m      |                                          |
| 2022 | Mondiali indoor           | Belgrado   | Salto in lungo    | 13ª        | 6,39 m      |                                          |
| 2024 | Europei                   | Roma       | Salto in lungo    | 25ª (q)    | 6,32 m      |                                          |